# Рамон III (граф Нижнего Пальярса)
Рамон III (IV) (кат. Ramon III (IV) de Pallars Jussà, исп. Ramón III (IV) de Pallars Jussà; ок. 995/1000 — после 1047) — 1-й граф Нижнего Пальярса с ок. 1011, старший сын графа Пальярса Суньера I от первого брака с Ирментрудой (Ирменгардой), вероятно дочерью графа Руэрга Раймунда III.

## Биография
При разделе владений Суньера I его сыновьями старший, Рамон III, получил западную часть графства Пальярс, получившую название Нижний Пальярс. Доставшееся ему владение было экономически более развитым и более густонаселённым, чем графство Верхний Пальярс, доставшееся его брату Гильему II.
После смерти графа Рибагорсы Гильема II, не оставившего наследников, Рамон III предъявил права на графство от имени жены, Майор, которая была сестрой (по другой версии дочерью) графа Кастилии Санчо Гарсии, мать которого, Ава, была дочерью графа Рибагорсы Рамона II. Однако на Рибагорсу предъявил права и король Наварры Санчо III, женатый на Муниадонне, старшей дочери Санчо Кастильского.
В итоге в 1018 году Санчо III Наваррский занял центральную часть графства, где разбил мавров, вторгшихся в Рибагорсу. Северная часть оказалась в руках Рамона III Пальярского. После развода с женой Рамон III попытался сохранить свою часть графства, однако в 1025 году Санчо III присоединил большую часть северной части графства к Наварре. Рамон III сохранил только котловину Ногеры-Рибагорсаны.
Также Рамону III пришлось бороться против мавров. Он состоял в союзе с виконтом Ажера Арнау Миро де Тостом, прозванным «эль-Сидом Лериды». Вероятно Рамон участвовал в походах 1030—1040-х годов, в результате которых были завоёваны Конка-де-Тремп и долина Ажер, однако большая часть завоёванных земель оставалась в руках Артау Миро Тоста, из них было создано виконтство Ажер, вассальное владение графов Урхеля.
К концу 1030-х годов относится конфликт Рамона с графом Урхеля Эрменголом III из-за замка Льимиана, однако в итоге они в 1040 году подписали мирный договор, по которому Рамон получил замок, а также денежную компенсацию.
Последнее упоминание о Рамоне относится к 1047 году. Вскоре после этого он умер и ему наследовал старший сын Рамон IV (V).

## Брак и дети
1-я жена: (развод около 1026/1027) Майор (ум. ок. 1035), дочь графа Кастилии Гарсии Фернандеса и Авы Рибагорской.
2-я жена: Эрмезинда (ум. после 1040). Вероятно, что именно от этого брака родились:
- Рамон IV (V) (ум. после 1098), граф Нижнего Пальярса с после 1047
- Суньер
- Рикарда; муж: Гарсия Лисо